# セヴンティーン
『セヴンティーン』は、大江健三郎の中編小説。1961年1月に「文學界」に掲載され、1963年6月に新潮社から中・短篇集『性的人間』に収録されて刊行された。
浅沼稲次郎暗殺事件の犯人、山口二矢をモデルにしているとされる。
本作の続編として、主人公の少年が、革新政党の委員長を刺殺し、逮捕されて鑑別所で自死するまでを描いた『政治少年死す（「セヴンティーン 」第二部）』が「文學界」2月号に掲載されたが、1961年2月1日に風流夢譚事件が起き、また「文學界」の版元である文藝春秋と大江に右翼団体から脅迫状が送られてきたことをうけて「文學界」3月号に編集長名で「謹告」と題される謝罪文が掲載された。その後『政治少年死す』は大江健三郎の単行本に収録されることはなかった。2018年『大江健三郎全小説3』に初めて収録された。
テロが頻発する現代の関心にあわせて、ドイツ、フランスでは2015年以降、相次いで 「セヴンティーン」全編が翻訳出版されている。

## あらすじ
主人公「おれ」は自涜に惑溺している少年である。「おれ」は過剰な自意識を抱えて他人の目に怯えている。「おれ」は死について、自分が無になることについて、強い怖れを抱いている。十七歳の誕生日の食卓で「おれ」が自分の中でもあいまいな考えで皇室批判や自衛隊批判を口にしたところ、自衛隊の病院で看護婦をしている姉から着実な理屈で論駁されてしまう。「おれ」は逆上して姉を蹴りつけてしまうが、そのことにすぐ後悔し、自責の念にまみれながら、逃避的に自涜を行なって寝る。「ああ、生きているあいだいつもオルガスムだったらどんなに幸福だろう」
翌日は、古文の定期試験の日だったが「おれ」は試験に全く歯が立たない。試験が終わり、東大志望の優等生の連中は小賢しく試験問題の論評をしている。クラスの剽軽ものの「新東宝」は試験問題を下ネタにしてクラスの女の子を笑わせている。どちらも「おれ」には疎ましい。試験の次の時間は体育の800m走であった。「新東宝」は「おれ」が密かに恋情を抱いているクラスのマドンナの杉恵美子に「マスをかくやつはすぐへたばる」と怪情報を流したと冗談を言う。「おれ」は他の走者より完全に遅れてゴールインする。ゴールインしてみると「おれ」は走りながら失禁しており皆の嘲笑の的となった。
絶望しながら自治会をさぼって帰宅の途につく「おれ」に「新東宝」が声をかけてくる。右翼の街頭演説のサクラにならないかという。右翼のサクラをやっていることは「新東宝」の秘密のようである。連れ立って新橋駅前にいくと街宣車の上で「皇道派」の逆木原国彦が演説をしている。演説は全く盛り上がっていないが、逆木原はまったく気にせず演説を続ける。「あいつらは売国奴だ 、ヘドだ 。おれは誓っていいが、あいつらを殺してやる」「諸君、自分の弱い生をまもるためにあいつらを殺しつくそう、それが正義だ」「おれ」はこの言葉に胸を打たれる。
気がつくと後ろに三人組の女事務員がおり「おれ」を指差して「あいつ、《右》よ、若いくせに。ねえ、職業的なんだわ 」と言っている。逆木原の演説に感化された「おれ」は他人の目を跳ね返す力を得ており、こう怒号する。「 《右》がどうした、おい、おれたち 《右》がどうしたというんだ、淫売ども！」これをきっかけに「おれ」は「皇道派」に入党し、家を離れ「皇道派」本部で暮らすようになる。「きみは天皇陛下の大御心にかなう日本男子だよ、きみこそ真の日本人の魂をもっている選ばれた少年だ！」
「おれ」の学校での立場は180度変わる。「皇道派」のサクラを隠れてやっていたことが負い目の「新東宝」が宣伝係となって、俺の《右》としての武勇伝を学校中で広める。「新東宝」によると、800メートル走での「おれ」の失禁の失態は 、懲罰的にランニングをさせた体育教官への「軽蔑の 《右》的表現」ということになった。自治会の《左》の秀才が「おれ」に議論をふっかけてくるが、「おれ」は自分自身がかつてあいまいな考えのままにしていたところを突くだけでよかった。杉恵美子は「おれ」に興味津々の目でいう。「あなたみたいに時代錯誤の 《右》少年は防衛大学にでも行くことね 」 
「おれ」には他人の目が怖くなくなってきた。逆木原に性欲を抑圧せず「トルコ風呂の女にきみの男根をひともみさせるんだね」と言われたときは不安だったが実際にいってみると杞憂だった。俺は「鉄串のような男根」を持つ男だった。「おれの男根が日の光だった、おれの男根が花だった、おれは激烈なオルガスムの快感におそわれ、また暗黒の空にうかぶ黄金の人間を見た、ああ、おお、天皇陛下！燦然たる太陽の天皇陛下」。「おれ」は他人の目を克服したこと、そして自分が天皇陛下の御子であることを確信する。
「おれ」は逆木原の書庫で天皇陛下をときあかす書物を探し出す。谷口雅春の 『天皇絶対論とその影響 』を読み、求めていたものをかちとる。 「《忠とは私心があってはならない》」 「天皇陛下に精神も肉体もささげつくすのだ。私心を棄てる、おれのすべてを放棄する！」「おれ」は自分があれほど恐れていた死の恐怖からまぬがれているのをさとる。逆木原が「七生報国、天皇陛下万歳」と書いてくれた稽古着で「おれ」は柔道や空手に熱中して取り組む。
安保闘争の国会デモでは「おれ」は十万の 《左》どもに立ちむかう二十人の皇道派青年グループの最も勇敢で最も兇暴な最も右よりのセヴンティーンとなった。デモの最中に女子学生が死んで、デモ隊が打ちひしがれて泣きながら黙祷していた時、「おれ」は強姦者のオルガスムを感じ、黄金の幻影にみな殺しを誓う、唯一人の至福のセヴンティーンだった。